# بنیامین کارل
بنیامین کارل (آلمانی: Benjamin Karl؛ زادهٔ ۱۶ اکتبر ۱۹۸۵) اسنوبردسوار اهل اتریش است.
وی در مسابقات کشوری و بین‌المللی در مجموع برندهٔ ۴ مدال طلا، ۳ مدال نقره، ۲ مدال برنز شده‌است.